# Giovanni Antonio Amadeo
Giovanni Antonio Amadeo (Pavía, c. 1447 - Milán, 28 de agosto de 1522) fue un arquitecto, ingeniero y escultor del Renacimiento. Trabajó fundamentalmente en el norte de Italia, en Milán y Lombardía, donde alcanzó gran reputación y fama, hasta el punto de influir en grandes maestros como Donato Bramante o Leonardo da Vinci.

## Vida y actividad artística
Giovanni Antonio Amadeo nació en Pavía. Huérfano de padre a la edad de cuatro años, su madre le llevó a vivir con unos familiares a Milán. Desde 1460 se formó como aprendiz en el taller del arquitecto e ingeniero Giovanni Solari y su hijo, el escultor Francesco Solari. De 1463 a 1464 trabaja en las obras del Hospital Mayor de Milán, proyectado por Filarete, cuya dirección llevaba en esos momentos Guiniforte Solari, quien sería su maestro. El 1 de enero de 1466 Antonio Amadeo obtuvo el título de maestro independiente.
Ese mismo año se constata su participación en las obras de la Cartuja de Pavía, sirviendo a la familia Sforza: realiza esculturas para el claustro mayor, el lavabo del claustro pequeño y la portada del transepto sur del monasterio.
En 1470 recibió el encargo de Bartolomeo Colleoni para completar su capilla funeraria, un edificio adosado a la Basílica de Santa Maria Maggiore de Bérgamo. La capilla Colleoni había sido iniciada por sus maestros, los hermanos Guiniforte y Francesco Solari; Amadeo la completó con una rica decoración exterior con mármoles polícromos y numerosas esculturas, acompañadas de medallones, columnas, bustos y relieves; los temas fueron el Antiguo Testamento y la historia de Hércules.
En el interior de la capilla, Amadeo diseñó el monumento fúnebre a Bartolomeo Colleoni, una compleja estructura de mármol en la que se mezclan temas cristianos con detalles decorativos extraídos del repertorio grecorromano. El sepulcro se corona con una estatua del Condottiero a caballo, cobijada en un arco de medio punto sostenido por finas columnas. El artista también trazó y ejecutó el sepulcro de la hija de Colleoni, Medea, de factura similar aunque más sencillo en estructura y detalles; originariamente había sido concebido para la localidad de Urgnano pero fue trasladado a la capilla en 1842.

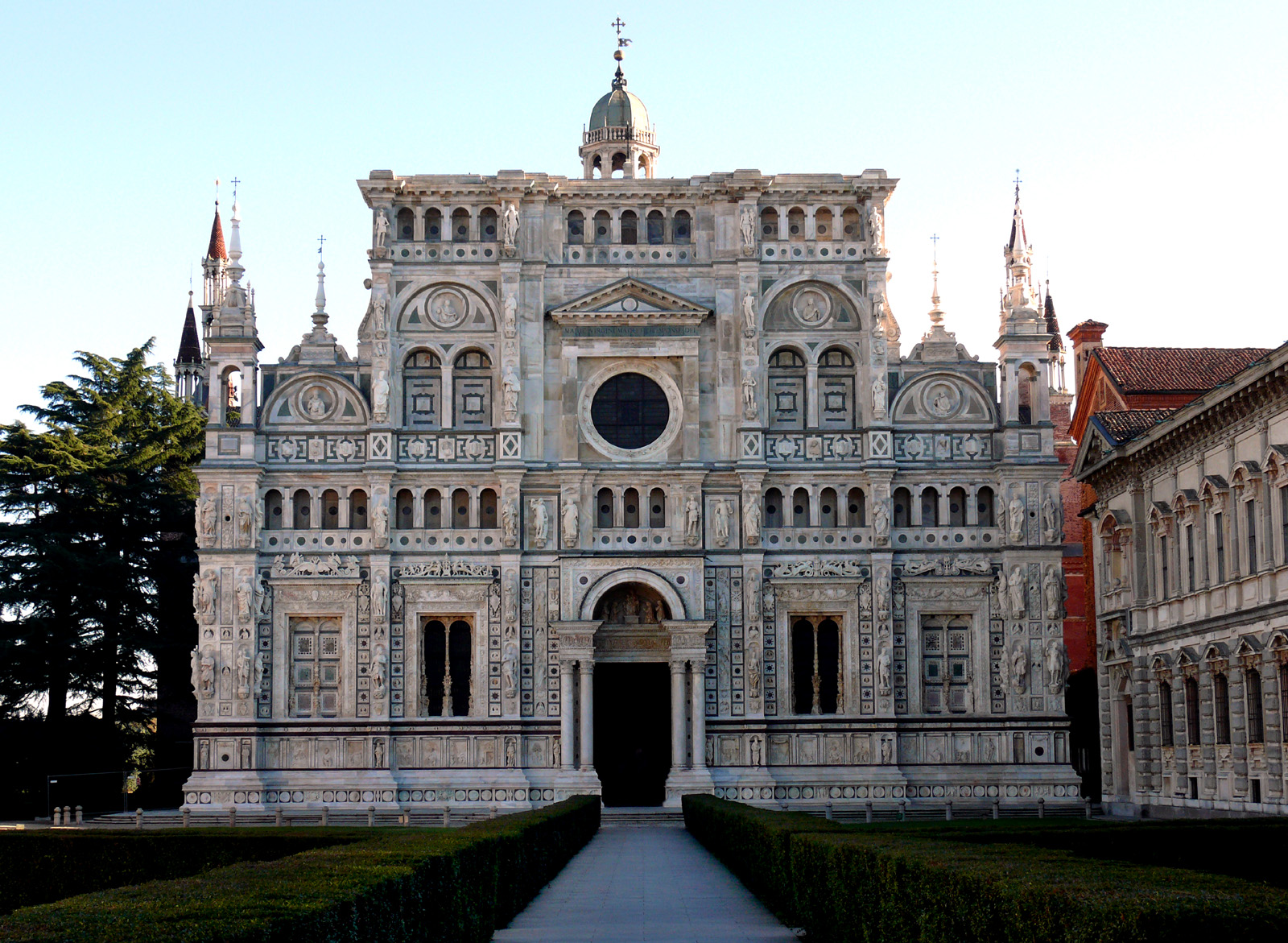
Fachada de la Cartuja de Pavía, diseñada y ejecutada en su mayor parte por Antonio Amadeo.

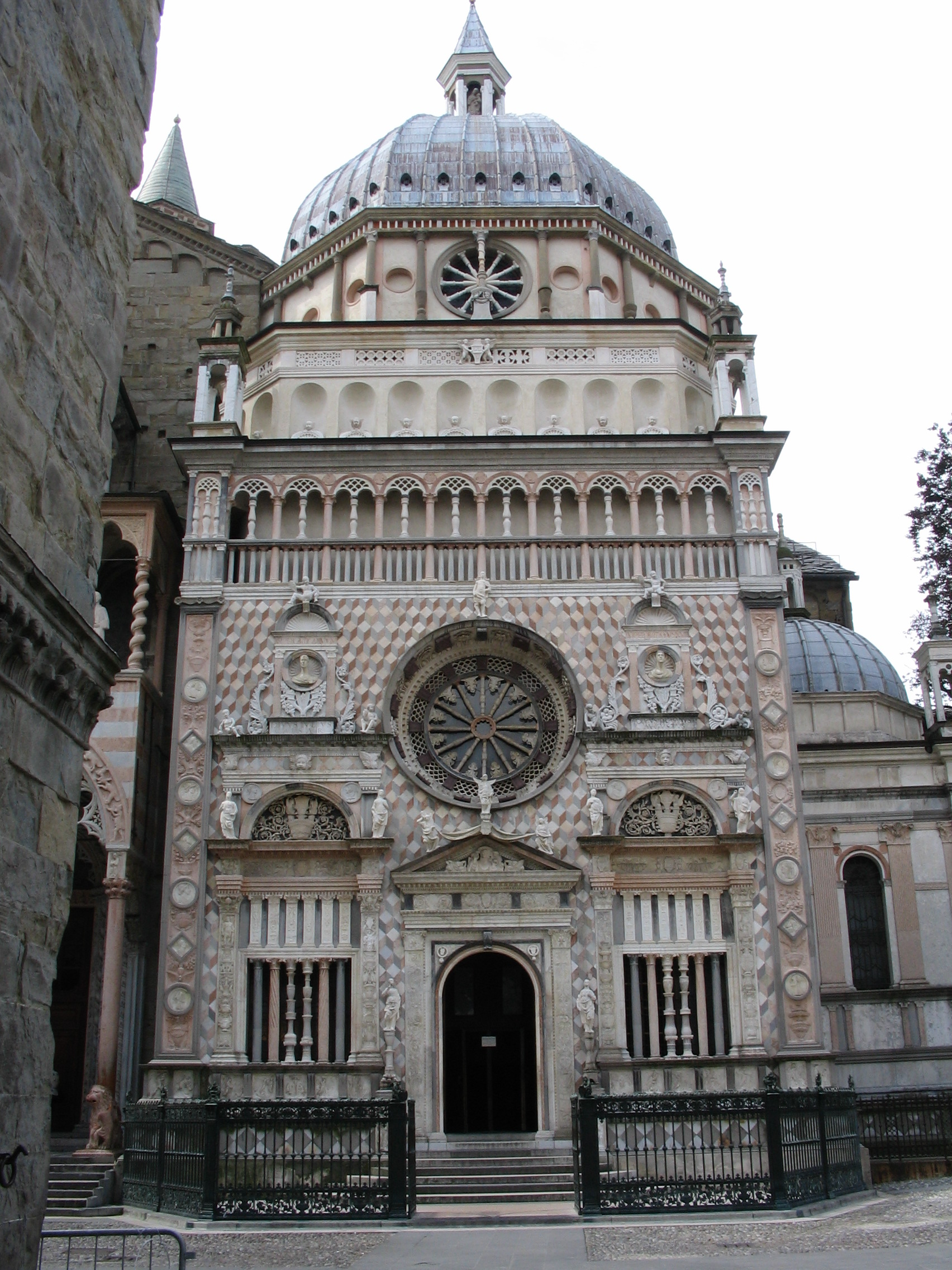
Capilla Colleoni

En la década de 1470, Amadeo fue comisionado por el duque Galeazzo Maria Sforza para trabajar de nuevo en la Cartuja de Pavía; durante los años 1473-1476, el artista ejecutó diversos relieves y esculturas para el cenobio. A la muerte de Guiniforte Solari en 1481, le sucedió como arquitecto jefe de la Cartuja, y fue el encargado de rehacer y culminar la fachada.
Esta incesante actividad continuó en la madurez del artista. Amadeo tomó parte en la decoración de la Catedral de Milán e intervino activamente en el debate sobre su terminación. En esta época colaboró con Donato Bramante en la fachada de Santa Maria presso San Satiro de Milán. En 1488 Amadeo fue elegido por el cardenal Ascanio Sforza para dirigir las obras de la nueva catedral de Pavía, teniendo como colaborador de nuevo a Bramante. Más adelante, fue nombrado ingeniero ducal de Ludovico el Moro, diseñando las fortificaciones de Chiavenna y Piattamale, así como la reparación de carreteras y puentes en Valtellina y algunas obras hidráulicas; para Ludovico también proyectó una loggia en el Palacio Ducal de Vigevano. 
Desde 1495 Amadeo dirigió las obras de la iglesia de Santa Maria presso San Celso en Milán; aún en el mismo realiza el proyecto para el Palacio Bottigella en Pavía, en terracota, a partir de 1497 asumió la dirección de las obras del Duomo milanés, donde ya había trabajado anteriormente; terminó el cimborrio en el año 1500, en un estilo mimético con el Gótico radiante del resto del edificio; lo que le valió numerosas críticas de sus coetáneos, que consideraban el Gótico un estilo anticuado y extranjerizante.
Ya en el siglo XVI, Amadeo retomó las obras de la Cartuja de Pavía, donde esculpió en 1501 los relieves de las "Historias de los cartujos" y la "Vida de San Bruno". En el siglo XVI Amadeo diseñó la iglesia de Santa Maria di Canepanova y la basílica del Santísimo Salvadore en Pavía. En 1508 presentó un modelo para la torre de la catedral de Milán, que no fue ejecutado.
En el año 1982 se demostró documentalmente que el Santuario de Santa Maria alla Fontana de Milán, atribuido hasta entonces a Leonardo da Vinci, fue en realidad diseñado por Amadeo. También se considera obra suya la fachada de la Catedral de Lugano, considerada una obra maestra de la arquitectura renacentista.
Murió en Milán en 1522; el epitafio de su sepultura dice "1522 die XXVIII aug. Jo. Antonius Homodeus Venerande fabrice msi. architectus".

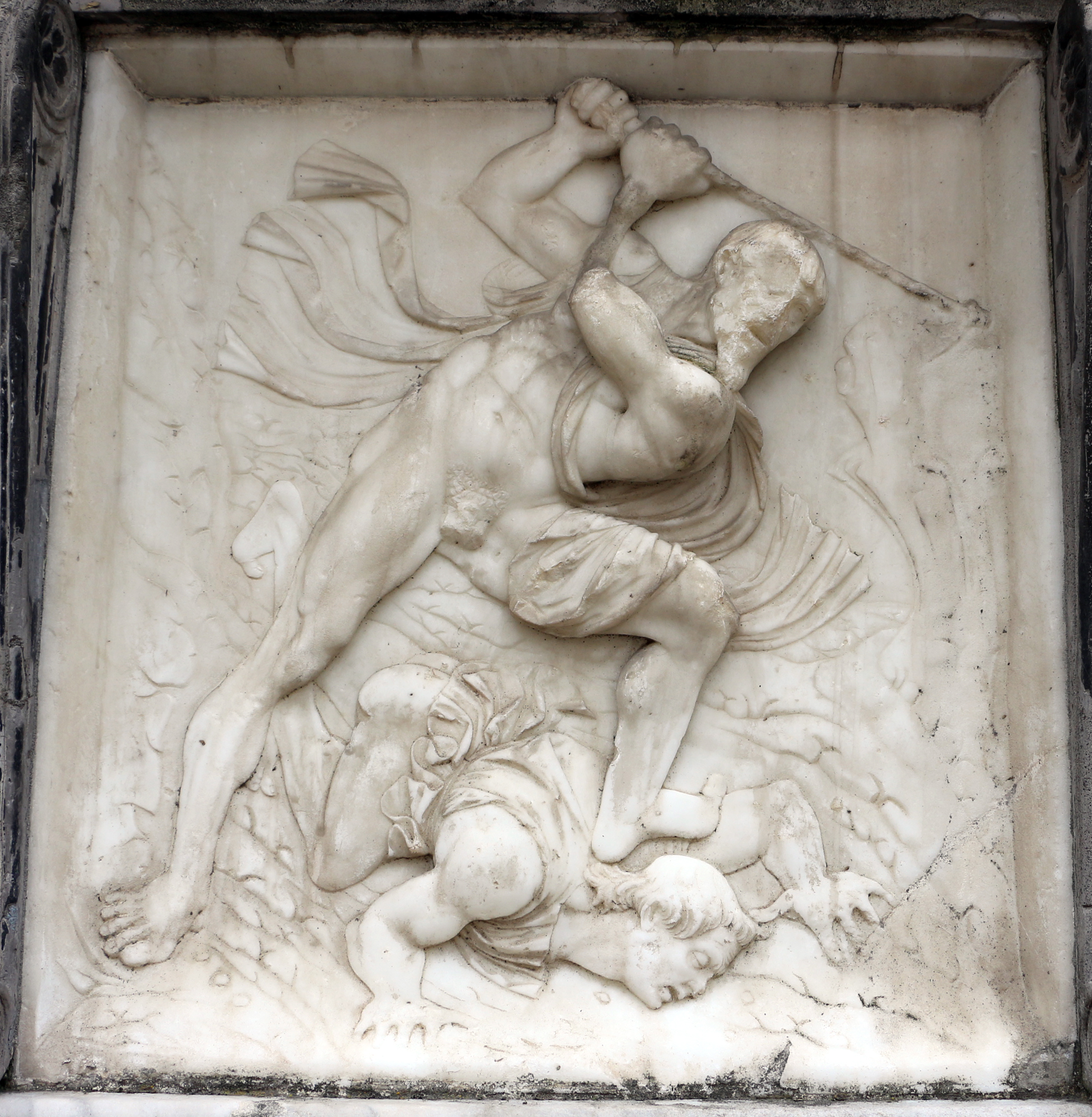
Caino e Abele, relieves de la fachada de la capilla Colleoni
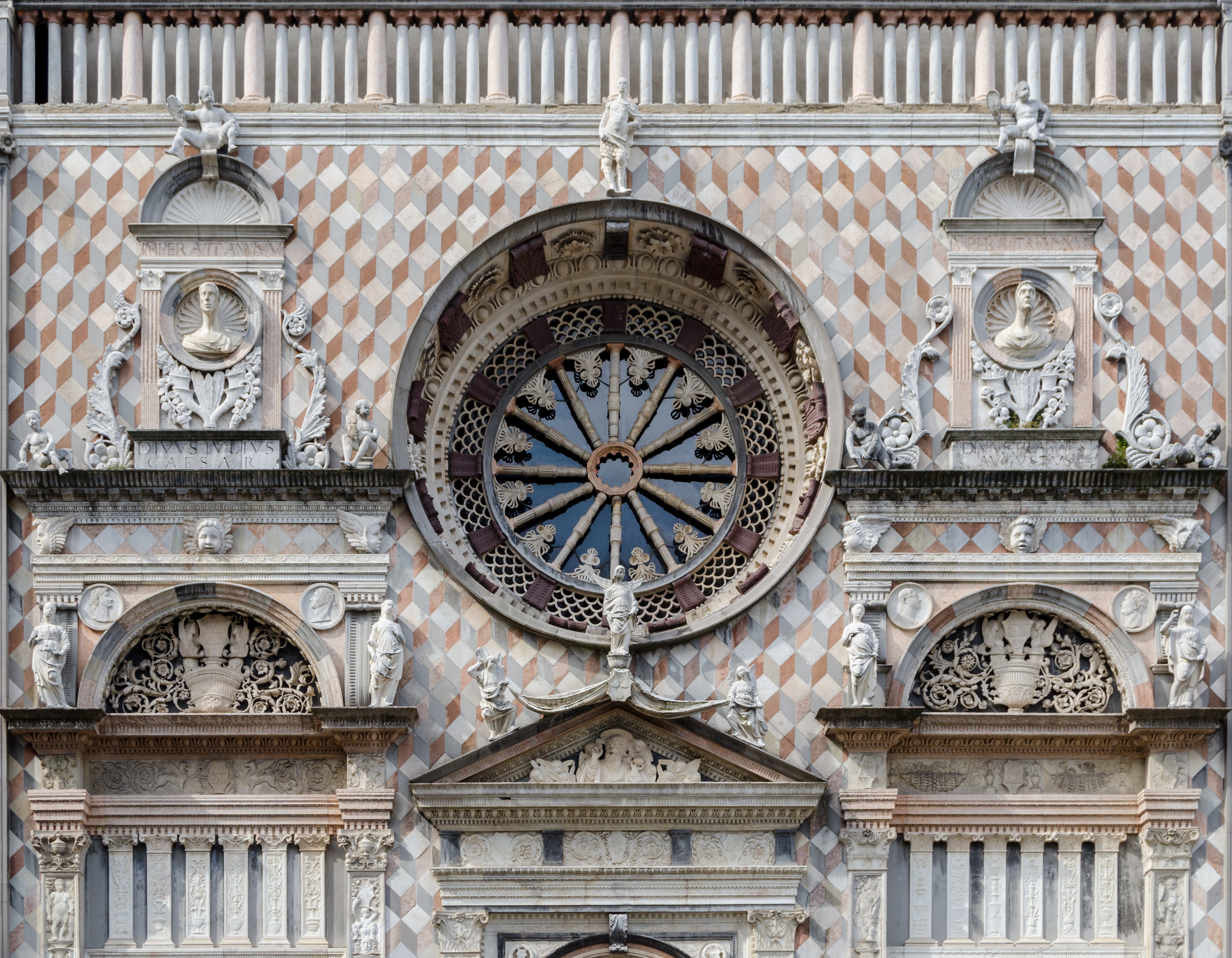
Bergamo, capilla Colleoni, detalle de la fachada
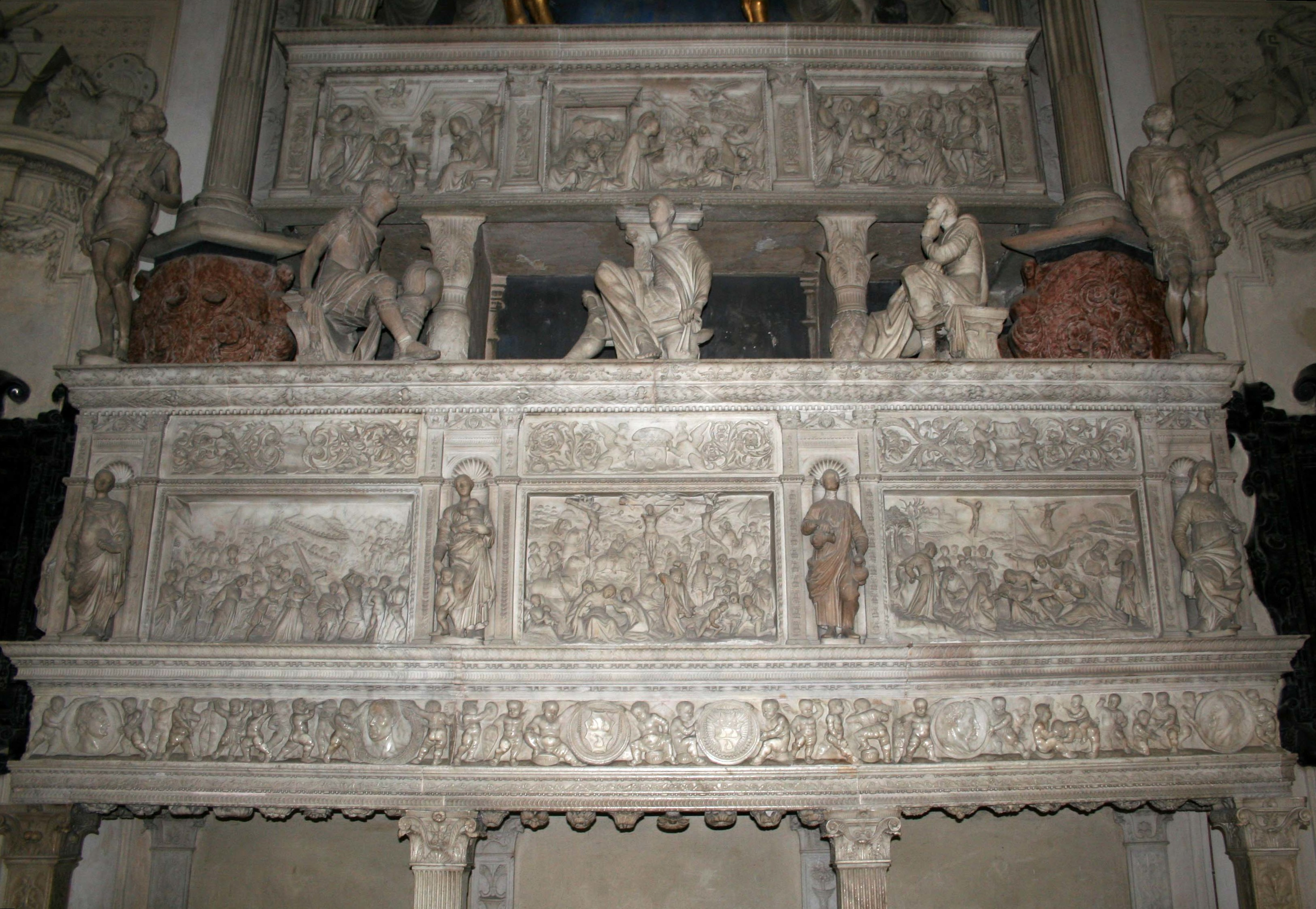
Monumento fúnebre de Bartolomeo Colleoni
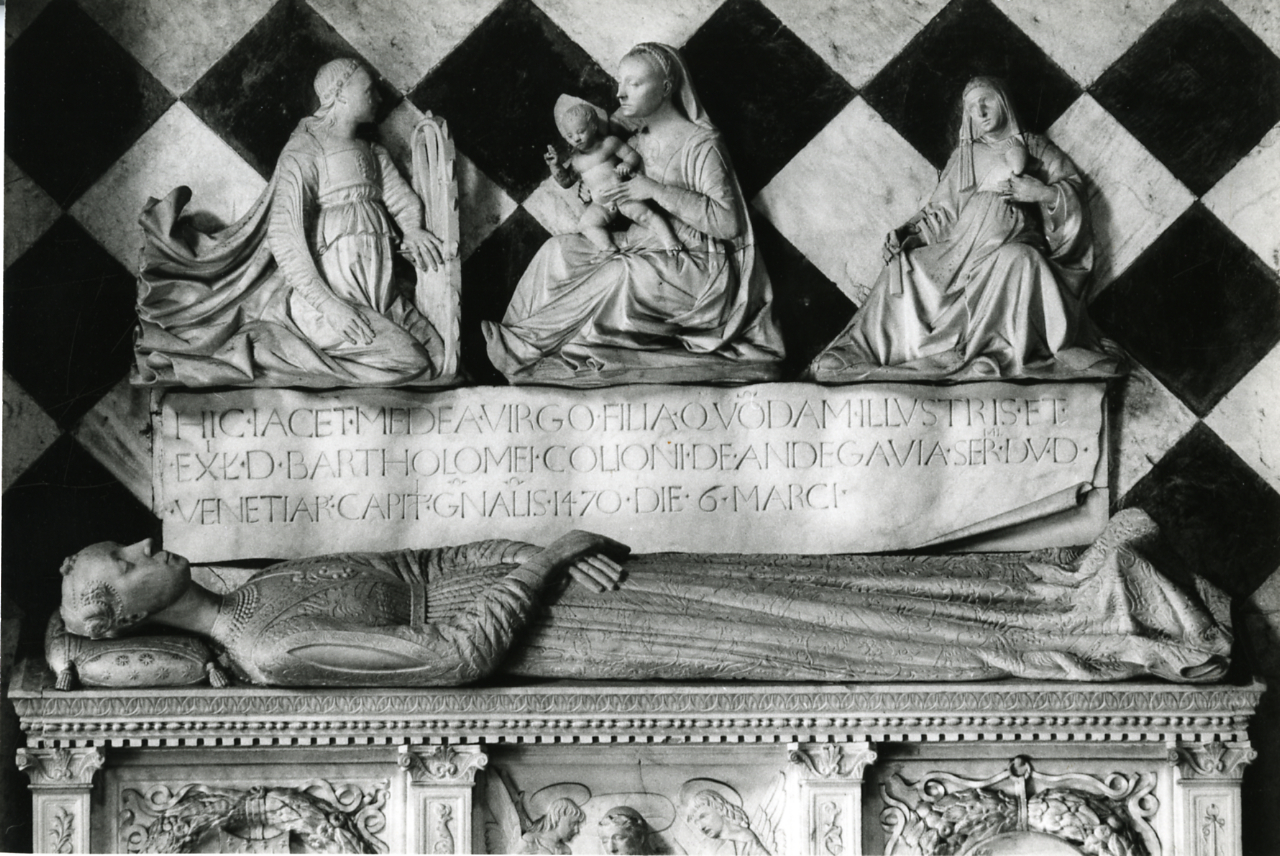
Monumento a Medea Colleoni

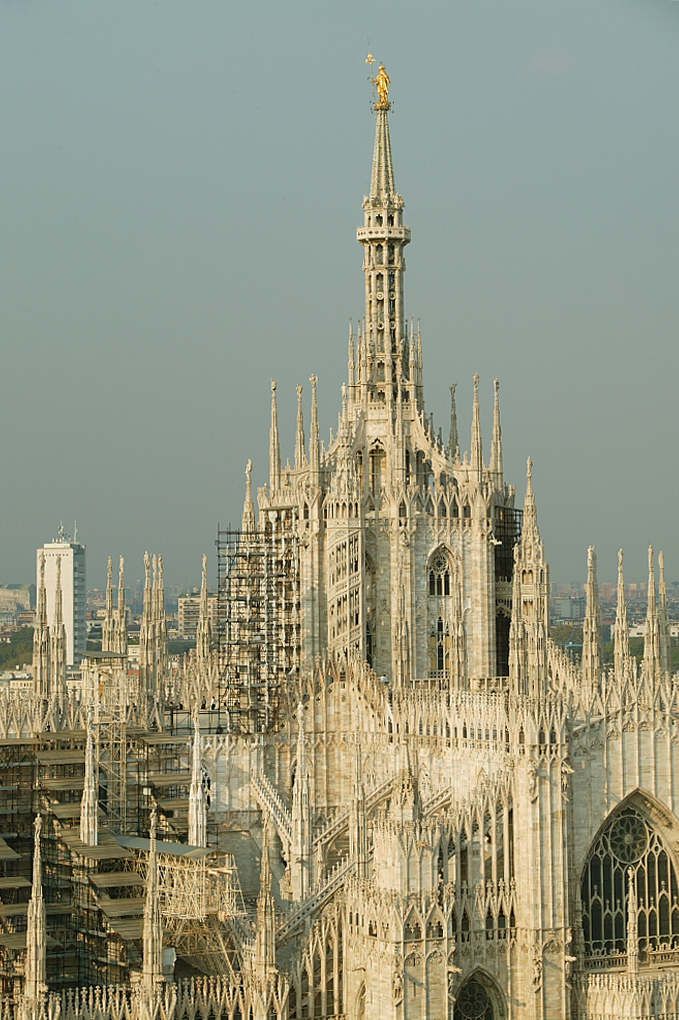
Duomo de Milano, tiburio
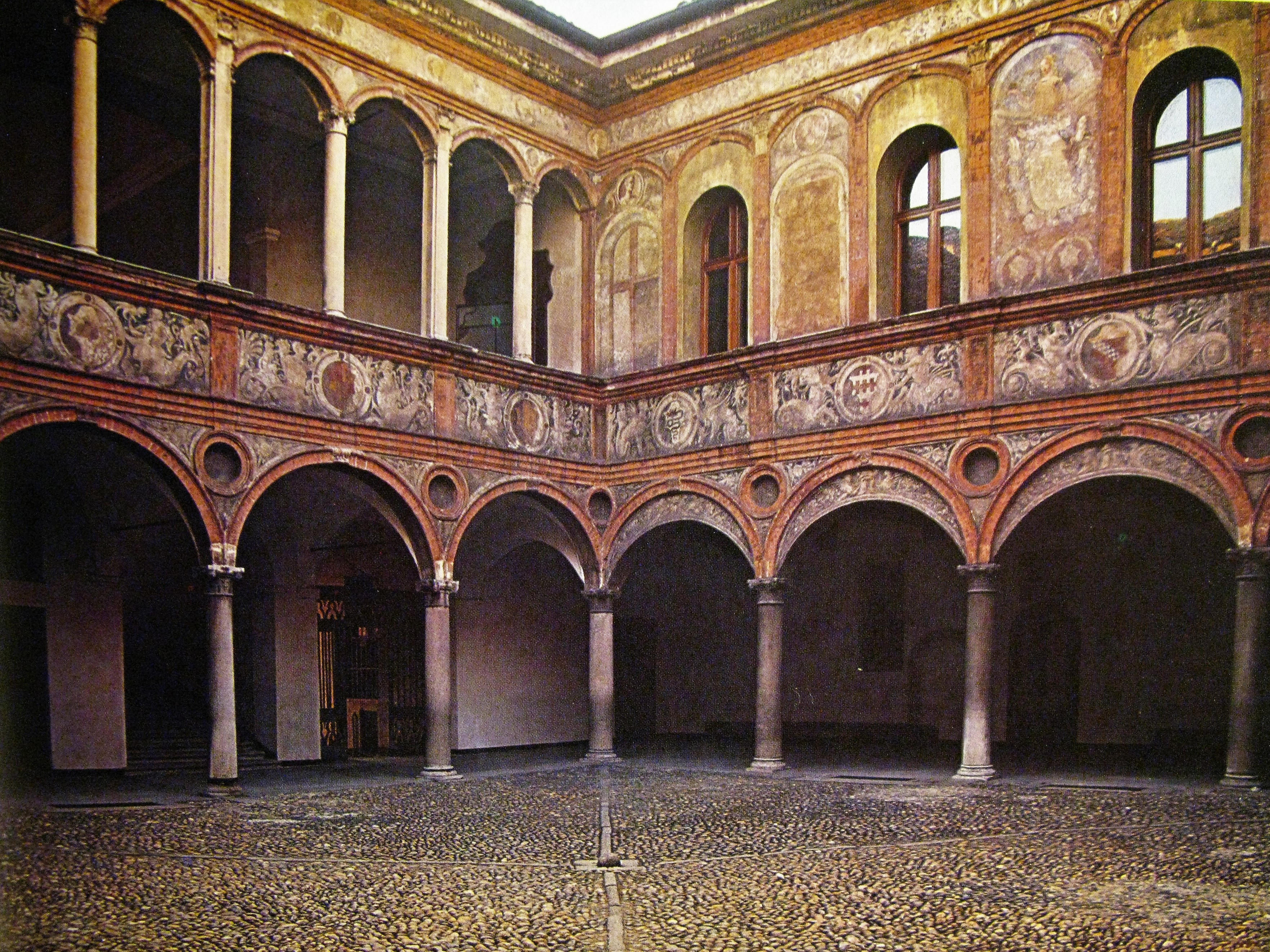
Palacio Bottigella, Pavia
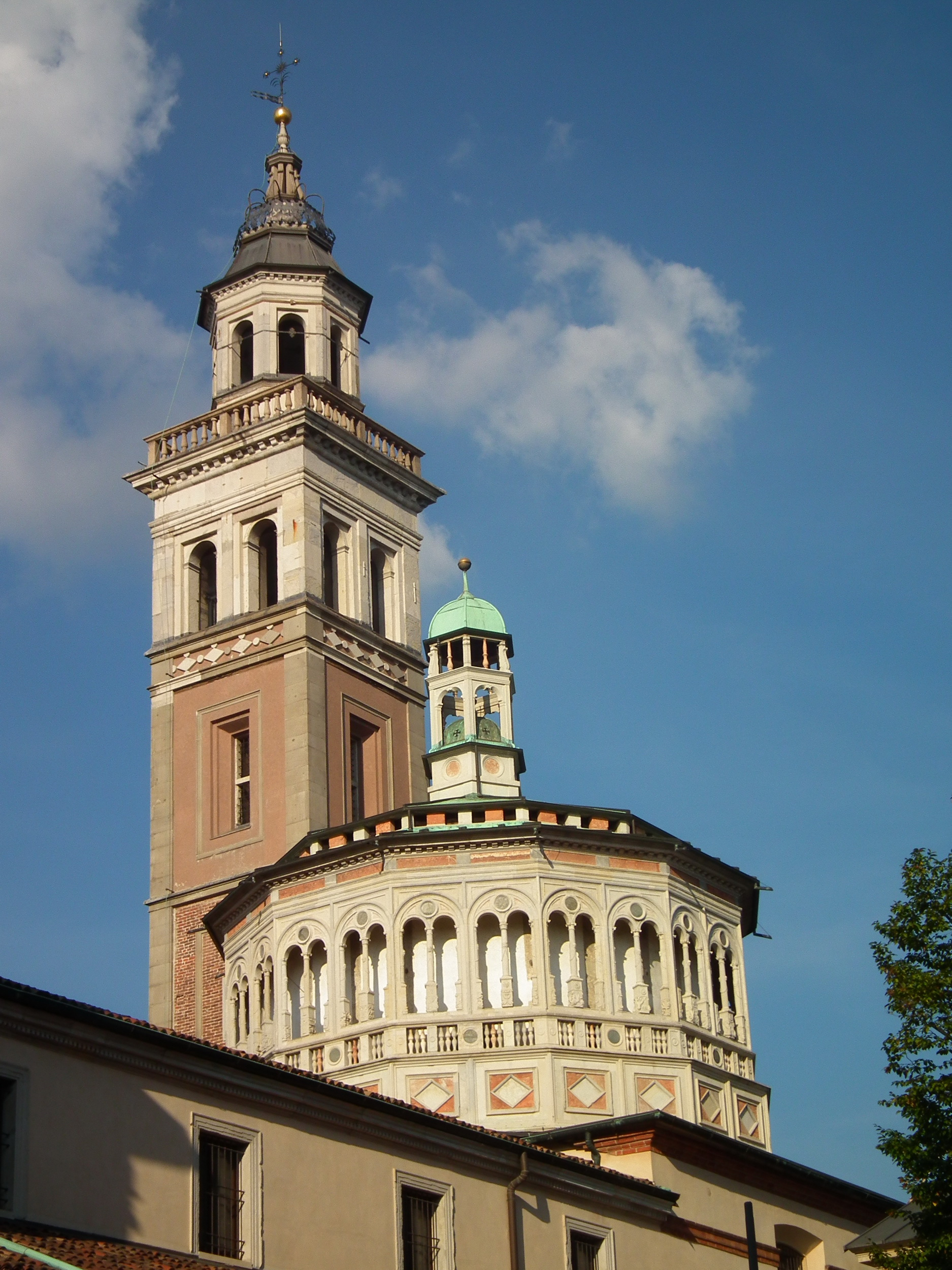
Santuario dei Miracoli en Saronno, cúpula
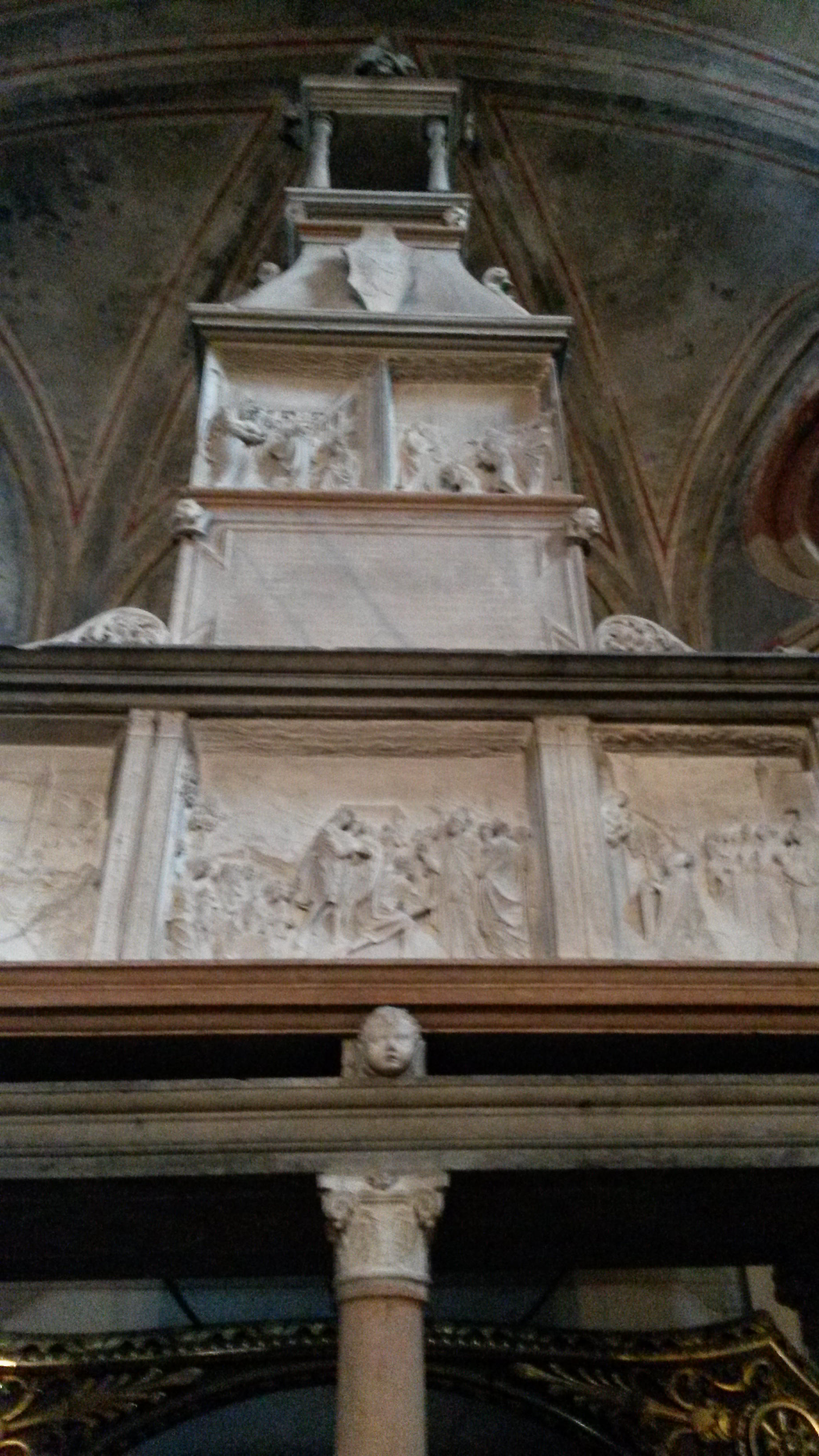
Arca de San Lanfranco Beccari, San Lanfranco, Pavía.
Fachada de Santa Maria dei Miracoli, en Brescia
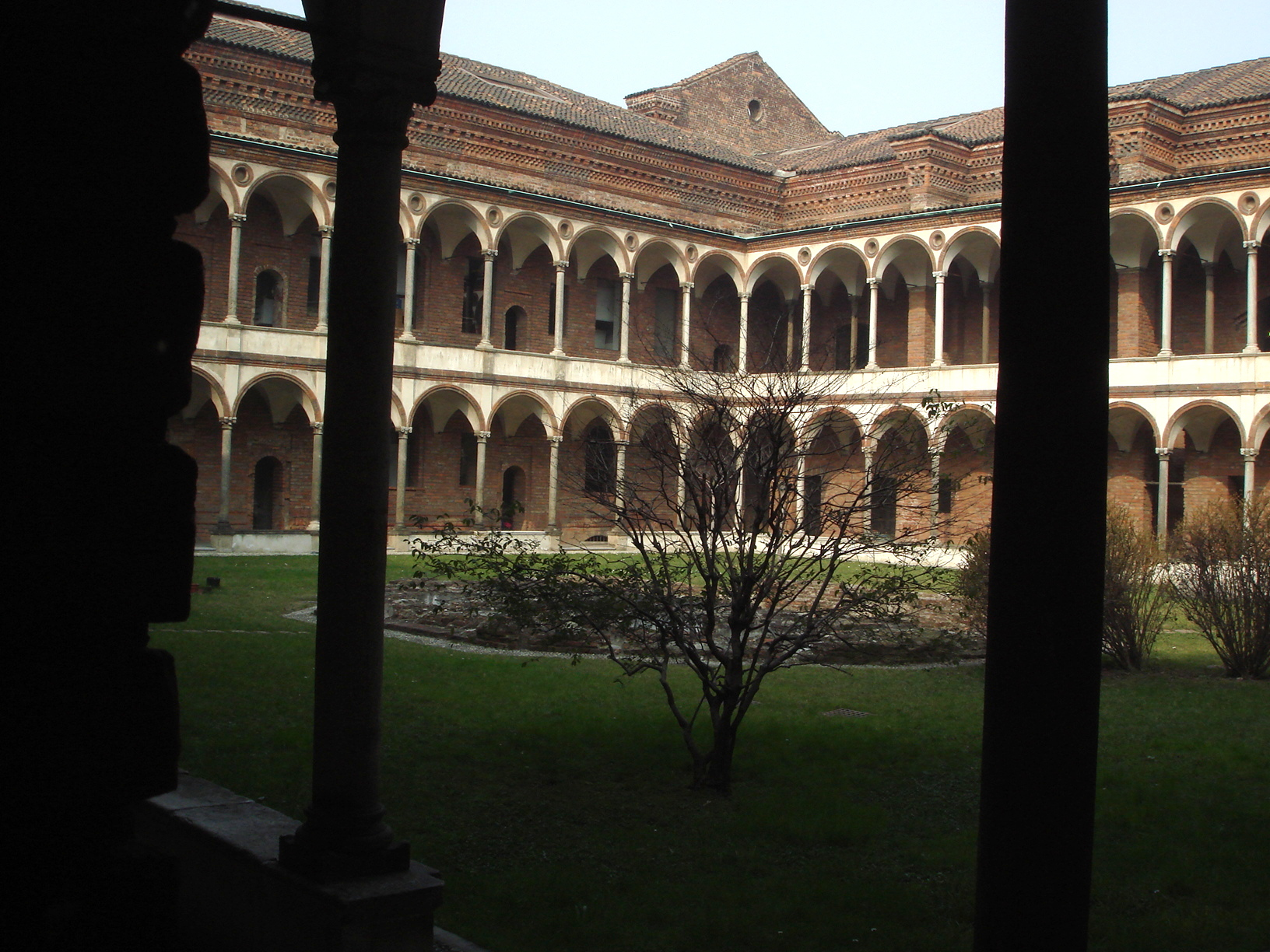
Patio de honor de la Ca' Granda

## Obras principales
Elenco de las obras principales (ciertas y atribuidas):
A) Obras en la Certosa di Pavia:
- Puerta del claustro pequeño
- Portal mayor;
- Esculturas del zócalo de la fachada, entre ellas la Risurrezione di Lazzaro

B) Obras en Pavía
- Iglesia de Santa Maria de Canepanova en Pavía;
- Arca de san Lanfranco, conservada en la iglesia de San Lanfranco de Pavía;
- Palacio de G. F. Bottigella en Pavía;
- Palacio Bottigella Gandini en Pavía;
- Duomo de Pavía;

B) Obras en Milán
- Fábrica de la iglesia de Santa María presso San Celso en Milán;
- Patio de honor de la Ca' Granda de Milán;
- Tiburio del Duomo di Milano

C) Obras en Bérgamo
- La capilla Colleoni en Bérgamo;
- Tumba de Medea Colleoni en Bérgamo;
- Monumento fúnebre de Bartolomeo Colleoni en Bérgamo;

C) Obras en Cremona
- Relieves y escultura para el arca de Sant'Arialdo en Cremona;
- Relieves para el arca de los Martiri persiani en Cremona;
- Relieves del elemosina de Sant'Imerio en Cremona;

C) Otras obras:
- Fachada de la Santa Maria dei Miracoli en Brescia;
- Grupo ligneo del mortorio en Monza;
- Tiburio del Santuario della Beata Vergine dei Miracoli en  Saronno;
- Fortificaciones en Chiavenna, en Tirano y en San Colombano al Lambro;
- Puente de Ganda en Morbegno;
- Proyecto por los flancos del Duomo di Como;
- Tiburio del Tempio Civico della Beata Vergine Incoronata en Lodi;
- Basílica de San Magno en Legnano;
- La fachada de la catedral  de San Lorenzo en Lugano;
- Santuario della Beata Vergine della Misericordia en Castelleone.

También escribió un  "Trattato di architettura"  que formaba parte de la biblioteca de Leonardo da Vinci.